# Kalundborg Flyveplads
Kalundborg Flyveplads, også kaldet Kaldred Flyveplads, er en flyveplads ved Kaldred ud til Saltbæk Vig  15 km fra Kalundborg. Flyvepladsen har en 699 meter lang og 18 meter bred asfalteret øst/vest-vendt bane samt græsbaner nord og syd for den asfalterede bane. 
Kalundborg Flyveplads benyttes primært af svæveflyklubberne Kalundborg Flyveklub og Polyteknisk Flyvegruppe.
Den første flyvning i Danmark med eldrevent fly fandt sted i 2019 fra Kalundborg Flyveplads.

## I populærkulturen
Det danske lystspil fra 1963 Støv for alle pengene blev indspillet bl.a. ved Kalundborg Flyveplads.